# Zbehňov
Zbehňov este o comună slovacă, aflată în districtul Trebišov din regiunea Košice. Localitatea se află la altitudinea de 176 m deasupra n.m., se întinde pe o suprafață de 5,03 km2 și în 2017 număra 359 de locuitori.

## Istoric
Localitatea Zbehňov este atestată documentar din 1240.

## Demografie
| An:                | 1994 | 2004   | 2014    | 2024   |
| ------------------ | ---- | ------ | ------- | ------ |
| Număr de persoane: | 264  | 290    | 358     | 376    |
| Diferență:         |      | +9,84% | +23,44% | +5,02% |

| An:                | 2023 | 2024   |
| ------------------ | ---- | ------ |
| Număr de persoane: | 378  | 376    |
| Diferență:         |      | −0,52% |